# 绒毛仿银杏蟹
绒毛仿银杏蟹（学名：Actaeodes tomentosa）为扇蟹科仿银杏蟹属的动物。分布于日本、新喀里多尼亚、澳大利亚、菲律宾、新加坡、印度尼西亚、印度洋、非洲东岸、台湾岛以及中国大陆的西沙群岛、海南岛、福建等地，生活环境为海水，一般栖息于沿岸带的岩石缝中或珊瑚礁的浅水中。

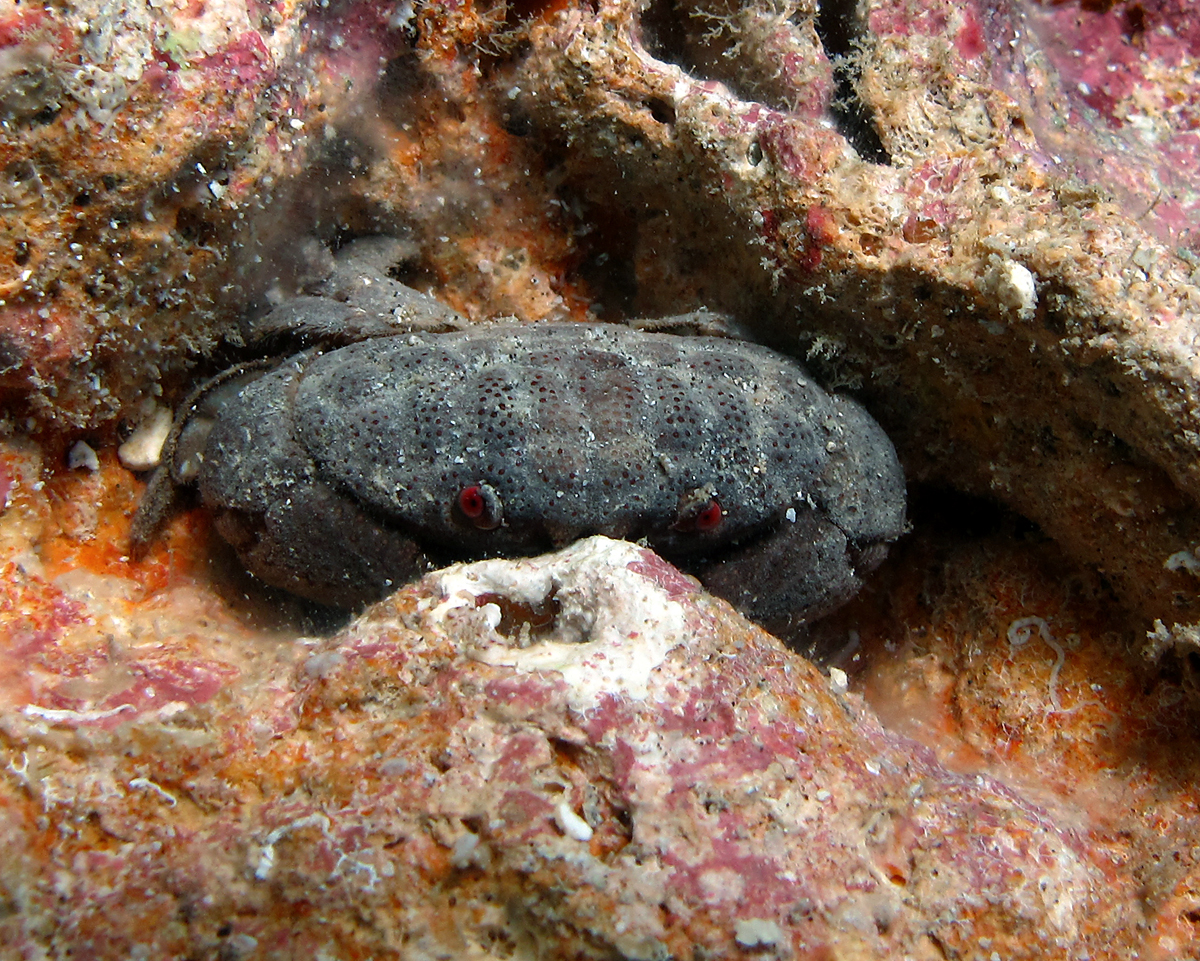
绒毛仿银杏蟹